# Lista de prefeitos de Bento Fernandes
Esta é a lista de prefeitos de Bento Fernandes, município brasileiro do estado do Rio Grande do Norte.
| Nº | Prefeito                         | Imagem                    | Partido                        | Início de mandato     | Fim de mandato         | Vice-prefeito                       | Observações                        |
| --- | -------------------------------- | ------------------------- | ------------------------------ | --------------------- | ---------------------- | ----------------------------------- | ---------------------------------- |
| Elevado à categoria de município com a denominação de Barreto, pela Lei Estadual nº 2.353-A, de 31 de dezembro de 1958. |                                  |                           |                                |                       |                        |                                     |                                    |
| 1 | José Francisco de Souza          |                           |                                | 1º de janeiro de 1959 | 30 de janeiro de 1960  | —                                   | Prefeito nomeado                   |
| 2 | Joaquim Alves da Câmara          |                           | UDN                            | 31 de janeiro de 1960 | 1961                   | José Gomes da Silva                 | Prefeito e vice eleitos            |
| 3 | não encontrado                   |                           |                                | 1961                  | 1961                   | —                                   | Vice-presidente da Câmara no cargo |
| 4 | Lídio Fernandes de Oliveira      |                           | PTB                            | 1961                  | 30 de janeiro de 1965  | Jaime Ferreira de Andrade           | Prefeito e vice eleitos            |
| 5 | Tito Gomes da Silva              |                           | PTB                            | 31 de janeiro de 1965 | 15 de outubro de 1967  | José Calistrato Fernandes de Macedo | Prefeito e vice eleitos            |
| Pela Lei Estadual nº 3.506, de 16 de outubro de 1967, o município de Barreto passou a denominar-se Bento Fernandes.     |                                  |                           |                                |                       |                        |                                     |                                    |
| — | Tito Gomes da Silva              |                           | PTB                            | 31 de janeiro de 1965 | 15 de outubro de 1967  | José Calistrato Fernandes de Macedo | Prefeito e vice eleitos            |
| 6 | Joana Ferreira da Cruz           |                           | ARENA                          | 31 de janeiro de 1970 | 30 de janeiro de 1973  | Jaime Ferreira de Andrade           | Prefeita e vice eleitos            |
| 7 | Jaime Ferreira de Andrade        |                           | ARENA                          | 31 de janeiro de 1973 | 30 de janeiro de 1977  | não encontrado                      | Prefeito e vice eleitos            |
| 8 | Joana Ferreira da Cruz           |                           | ARENA                          | 31 de janeiro de 1977 | 30 de janeiro de 1983  | José Pinheiro da Silva              | Prefeita e vice eleitos            |
| 9 | Jaime Ferreira de Andrade        |                           | PDS                            | 31 de janeiro de 1983 | 31 de dezembro de 1988 | Floriano Barbosa de Miranda         | Prefeito e vice eleitos            |
| 10 | José Robenilson Ferreira         |                           | PFL                            | 1º de janeiro de 1989 | 31 de dezembro de 1992 | José Pequeno Nicácio                | Prefeito e vice eleitos            |
| 11 | Jaime Ferreira de Andrade        |                           | PFL                            | 1º de janeiro de 1993 | 31 de dezembro de 1996 | não encontrado                      | Prefeito e vice eleitos            |
| 12 | Armando Emídio da Câmara         |                           | PSDB                           | 1º de janeiro de 1997 | 31 de dezembro de 2000 | Rosa Maria de Paiva de Oliveira     | Prefeito e vice eleitos            |
| 13 | José Robenilson Ferreira         |                           | PFL                            | 1º de janeiro de 2001 | 31 de dezembro de 2008 | não encontrado                      | Prefeito e vice eleitos            |
| 13 | José Robenilson Ferreira         | PSB                       | Ivanildo Fernandes de Oliveira | 1º de janeiro de 2001 | 31 de dezembro de 2008 | Prefeito reeleito e vice eleito     |                                    |
| 14 | Ivanildo Fernandes de Oliveira   |                           | PP                             | 1º de janeiro de 2009 | 31 de dezembro de 2016 | Paulo Roberto Câmara                | Prefeito e vice eleitos            |
| 14 | Ivanildo Fernandes de Oliveira   | Prefeito e vice reeleitos | PP                             | 1º de janeiro de 2009 | 31 de dezembro de 2016 | Paulo Roberto Câmara                |                                    |
| 15 | Paulo Marques de Oliveira Júnior |                           | PMDB                           | 1º de janeiro de 2017 | 31 de dezembro de 2024 | José Robenilson Ferreira Júnior     | Prefeito e vice eleitos            |
| 15 | Paulo Marques de Oliveira Júnior | MDB                       | Francisco Marcos da Câmara     | 1º de janeiro de 2017 | 31 de dezembro de 2024 | Prefeito reeleito e vice eleito     |                                    |
| 16 | Jollemberg Soares Dantas         |                           | MDB                            | 1º de janeiro de 2025 | até a atualidade       | Everton Jhony Tenorio de Sales      | Prefeito e vice eleitos            |